# Aceria rubifaciens
Aceria rubifaciens är en spindeldjursart som beskrevs av Lamb 1953. Aceria rubifaciens ingår i släktet Aceria och familjen Eriophyidae. Inga underarter finns listade i Catalogue of Life.